# Symphonie no 13 de Mozart
Pour les articles homonymes, voir Symphonie no 13.
La Symphonie no 13 en fa majeur KV 112 est une symphonie de jeunesse de Mozart, composée à l'automne 1771 à Milan lors de son deuxième voyage en Italie.

## Instrumentation
| Instrumentation de la symphonie no 13 en fa majeur                   |
| Cordes                                                               |
| premiers violons, seconds violons, altos, violoncelles, contrebasses |
| Bois                                                                 |
| 2 hautbois, 1 basson                                                 |
| Cuivres                                                              |
| 2 cors en fa                                                         |

## Structure
La symphonie comprend 4 mouvements :
1. Allegro, en fa majeur, à 
, 124 mesures, 2 sections répétées deux fois (première section: mesures 1 à 54, seconde section: mesure 55 à 124) - partition
2. Andante, en si bémol majeur, à 
, 64 mesures, cordes seules, 2 sections répétées deux fois (première section: mesures 1 à 25, seconde section: mesure 26 à 64) - partition
3. Menuetto et Trio, en fa majeur (Trio en do majeur), à 
, 16 + 16 mesures - partition
4. Molto allegro, en fa majeur, à 
, 123 mesures, plusieurs sections répétées 2 fois (mesures 1 à 16, mesures 41 à 56, mesures 57 à 72, mesures 73 à 96, mesures 97 à 112) + Coda (mesures 113 à 123) - partition

Durée : environ 15 minutes

Introduction de l'Allegro :
La lecture audio n'est pas prise en charge dans votre navigateur. Vous pouvez télécharger le fichier audio.
Introduction de l'Andante :
La lecture audio n'est pas prise en charge dans votre navigateur. Vous pouvez télécharger le fichier audio.
Première reprise du Menuet :
La lecture audio n'est pas prise en charge dans votre navigateur. Vous pouvez télécharger le fichier audio.
Première reprise du Trio :
La lecture audio n'est pas prise en charge dans votre navigateur. Vous pouvez télécharger le fichier audio.
Introduction du Molto allegro :
La lecture audio n'est pas prise en charge dans votre navigateur. Vous pouvez télécharger le fichier audio.